# Данило (име)
Данило је мушко име које потиче из старохебрејског (דניאל — Daniyyel, Daniel). Улази у историју у 5. веку пре нове ере и везује се за име старозаветног пророка Данила. Поред тога што је име популарно у хришћанском свету, постоји и код муслимана и то у облику Daniyal (دانيلو).
У облику „Данило” име је популарно широм Балкана, у Србији, Црној Гори и Македонији, Хрватској, Бугарској, Грчкој, у медитеранским земљама, у Италији, Шпанији и Португалији, као и у Русији и Украјини.

## Етимологија
На нашим просторима временом су се нека од имена изведених од имена Данијел етимолошки везала за реч „дан”, па су се према народним обичајима давала деци која су рођена дању. Име је у разним варијантама још од давнина распрострањено широм хришћанског свијета, а има га и код муслимана у варијанти Даниyал. На нашим просторима су од овог имена изведена су имена Дака, Дана, Дане, Данела, Даниел, Данијел, Данијела, Данила, Данилка, Данимир, Данко, Данојла, Данојло и многа друга.

## Значење имена Данило
Значења овог имена су: „Бог је мој судија”, „онај који је послат од Бога као судија часни“, „онај који верује у Божју правду“, „онај који је донео радост даном свога рођења“, „светлост дана“, „пророк“, „миљеник Божји“, „праведник“, „праведан“.

## Познати људи са именом Данило

### Историјске личности
- Архиепископ српски Данило I (1271–1272)
- Архиепископ српски Данило II, предстојник Српске православне цркве (1324–1337)
- Патријарх српски Данило III (око 1350–1400), патријарх Српске православне цркве, писац и песник
- Данило I Петровић Његош (1670–1735)
- Данило I Петровић Његош (1826–1860), књаз црногорски
- Данило Петровић Његош (1871–1939), престолонаследник Црне Горе
- Данило Илић (1891–1915), српски револуционар из Босне и Херцеговине, један од чланова покрета „Млада Босна“
- Митрополит црногорско-приморски Данило II, на функцији (1961–1990)

### Политичари
- Данило Медина (рођен 1951), председник Доминиканске Републике од 2012

### Уметници
- Данило Киш (1935–1989), југословенски романсијер
- Данило Лазовић (1951–2006), српски глумац
- Данило Бата Стојковић (1934–2002), српски глумац
- Данило Шербеџија (рођен 1971), српски филмски редитељ
- Данило Коцевски, македонски песник, писац и књижевни критичар
- Данило Александре Мореира Силва Сантос, енглески музичар
- Данило Перез, познати пијаниста и композитор из Панаме
- Данило Пеноне, италијански писац[2]

### Спортисти
- Данило (фудбалер), бразилски фудбалер Данило Луиз да Силва
- Данило Пантић (рођен 1996), српски фудбалер
- Данило Переира (рођен 1991), португалски фудбалер
- Данило Анђушић (рођен 1991), српски кошаркаш
- Данило Галинари (рођен 1988), италијански кошаркаш
- Данило Икодиновић (рођен 1976), српски ватерполиста